# Вапне, Лукас
Лу́кас Ва́пне (латыш. Lūkass Vapne; род. 31 августа 2003, Рига) — латвийский футболист, полузащитник клуба «Метта» и сборной Латвии. Выступает на правах аренды в клубе «Валмиера».

## Карьера

### «Метта»

#### Начало карьеры
Воспитанник футбольной академии латвийского клуба «Метта», в которую пришёл в возрасте 4 лет. В июне 2020 года футболист был переведён в основную команду клуба. Дебютировал за клуб 16 июня 2020 года в матче против юрмальского «Спартака». Первым результативным действием отличился 11 августа 2020 года в матче против клуба «Тукумс 2000», отдав результативную передачу. Футболист стал одним из ключевых игроков клуба, записав на свой счёт 2 результативные передачи по итогу сезона.
В январе 2021 года футболист продлил с клубом контракт до конца 2024 года. Первый матч сыграл 13 марта 2021 года против клуба «Лиепая», где футболист отличился результативной передачей. Дебютный гол за клуб забил 24 апреля 2021 года в матче против клуба «Валмиера». В матче 13 июля 2021 года против клуба «Ноа Юрмала» футболист отличился забитым дублем и результативной передачей. По итогу сезона с 7 забитыми голами и 7 результативными передачами стал лучшим футболистом по итогу года. 
В феврале 2022 года футболист получил свою награду лучшего футболиста клуба. Новый сезон начал 13 марта 2022 года с матча против клуба «Ауда», выйдя на замену на 58 минуте. В следующем матче 19 марта 2022 года против клуба «Тукумс 2000» отличился перовым в сезоне результативным действием, отдав голевую передачу. Первый гол забил 10 апреля 2022 года в матче против клуба «Лиепая». За первую половину сезона футболист успел отличиться за клуб 5 забитыми голами и 9 результативными передачами во всех турнирах.

#### Аренда в «Валмиеру»
В июле 2022 года отправился в рамках арендного соглашения до конца сезона в латвийский клуб «Валмиера». Дебютировал за клуб 16 июля 2022 года против клуба «Даугавпилс». Затем вместе с клубом отправился на квалификационные матчи Лиги конференций УЕФА, однако на еврокубковом турнире так и не дебютировал. Дебютными голами отличился 24 июля 2022 года в матче против клуба «Метта», записав на свой счёт дубль. По итогу сезона футболист стал чемпионом латвийской Высшей лиги. По окончании срока действия арендного соглашения покинул клуб.

#### Сезон 2023
В начале 2023 года футболист полноценно тренировался в клубом «Метта». Первый матч в новом сезоне сыграл 18 марта 2023 года против клуба «Ауда». Первый гол в сезоне забил 11 апреля 2023 года в матче против клуба «Супер Нова». В матче 13 мая 2023 года против клуба «Тукумс 2000» футболист оформил дубль. В рамках 1/8 финала Кубка Латвии в матче 16 июля 2023 года в стадии серии пенальти уступили клубу «Лиепая». По итогу сезона закончил чемпионат на предпоследнем итоговом месте в зоне переходных матчей. По итогу стыковых матчей футболист вместе с клубом победили клуб «Скансте» и сохранили прописку в чемпионате.

#### Аренда в «Валмиеру»
В январе 2024 года футболист на правах арендного соглашения снова стал игроком «Валмиеры». Первый матч за клуб футболист сыграл 10 марта 2024 года против клуба «Метта», выйдя на поле в стартовом составе, также отличившись своими первыми в сезоне забитым голом и результативной передачей.

## Международная карьера
В 2019 году выступал за юношескую сборную Латвии до 17 лет. На протяжении 2021 года представлял юношескую сборную Латвии до 19 лет. В марте 2022 года получил вызов в молодёжную сборную Латвии. Дебютировал за сборную 25 марта 2022 года в матче квалификации на молодёжного чемпионата Европы против сверстников из Германии. Дебютным голом за сборную отличился 13 октября 2023 года в матче против сборной Ирландии.

## Достижения
«Валмиера»
- Чемпион Латвии: 2022